# Anonychiella
Anonychiella is een geslacht van wantsen uit de familie van de Miridae (Blindwantsen). Het geslacht werd voor het eerst wetenschappelijk beschreven door Odo Reuter in 1912.

## Soorten
Het genus bevat de volgende soorten:

- Anonychiella alhagicola (Drapolyuk, 1982)
- Anonychiella brevicornis (Reuter, 1879)
- Anonychiella eckerleini (Wagner, 1964)
- Anonychiella fokkeri (Reuter, 1899)
- Anonychiella kermanensis (Wagner, 1958)
- Anonychiella ovata (Wagner, 1966)
- Anonychiella pierrei (Dispons, 1964)
- Anonychiella shamash (Linnavuori, 1984)
- Anonychiella subannulata (Wagner, 1973)